# 보라고등학교
보라고등학교(甫羅高等學校)는 대한민국 경기도 용인시 기흥구 보라동에 있는 공립 고등학교이다.

## 학교 연혁
- 2008년 10월 21일 : 보라고등학교 설치 조례 공포
- 2009년 1월 2일 : 보라고등학교 30학급 인가
- 2009년 3월 2일 : 초대 백문식 교장 취임
- 2009년 3월 2일 : 제1회 입학식 7학급 204명 (남 127명, 여 77명)
- 2010년 3월 1일 : 교육과학기술부 특색있는 학교 지정
- 2012년 2월 9일 : 제1회 졸업식 198명 졸업
- 2021년 9월 1일 : 제5대 강길동 교장 취임
- 2023년 12월 28일 : 제13회 졸업식 248명, 총 3,309명 졸업
- 2024년 3월 4일 : 제16회 입학식 292명(남 150명, 여 142명)

## 참고 자료
- 보라고등학교 - 한국교육학술정보원 학교알리미